# Polisportiva Adrano Calcio
Polisportiva Adrano Calcio byl italský fotbalový klub sídlící ve městě Adrano. Klub byl založen v roce 1998. V sezóně 2010/11 klub poprvé v historii postoupil z Eccellenzy do Serie D. V létě 2012 klub prodal licenci na Serii D klubu Comprensorio Normanno a poté byl následně rozpuštěn. Nejznámějším hráčem, který v klubu hrál byl nigerijský reprezentant Emeka Jude Ugali.